# Canton de Challans
Le canton de Challans est une circonscription électorale française située dans le département de la Vendée et la région des Pays de la Loire.

## Histoire
Le canton de Challans est reconduit par l'article 3 du décret no 2014-169 du 17 février 2014 ; il se compose de communes situées dans les anciens cantons de Palluau et de Challans.

## Représentation

### Conseillers d'arrondissement (de 1833 à 1940)
| Période                                  | Période | Identité                                      | Étiquette    | Qualité |
| ---------------------------------------- | ------- | --------------------------------------------- | ------------ | --- |
| 1833                                     | 1836    | Nicolas Louis Ferdinand Ganachaud (1766-1843) |              | Juge de paix à Challans jusqu'en 1836                                                                       |
| 1836                                     | 1842    | Jean François Letenneur (1786-1866)           |              | Médecin à Challans                                                                                          |
| 1842                                     | 1848    | Marc Antoine Henri Chartier                   |              | Médecin à Challans                                                                                          |
|                                          |         |                                               |              | |
| av.1865                                  |         | Édouard Riou                                  |              | Médecin, maire de Challans                                                                                  |
|                                          |         |                                               |              | |
| 1919                                     | 1925    | Louis Henry Marie de Boisdavid (1873-1945)    |              | Propriétaire aux Planches, maire de La Garnache                                                             |
| 1925                                     | 1940    | François Boux de Casson                       | Conservateur | Propriétaire à Challans                                                                                     |
| 1940                                     |         |                                               |              | Les conseils d'arrondissement ont été suspendus par la loi du 12 octobre 1940 et n'ont jamais été réactivés |
| Les données manquantes sont à compléter. |         |                                               |              | |

### Conseillers généraux de 1833 à 2015
| Période | Période          | Identité                                                  | Étiquette                        | Qualité                                                                                 |
| ------- | ---------------- | --------------------------------------------------------- | -------------------------------- | --------------------------------------------------------------------------------------- |
| 1833    | 1839             | Constant Merland                                          |                                  | Propriétaire à Challans                                                                 |
| 1839    | 1848             | François Guyard                                           |                                  | Maire de La Garnache                                                                    |
| 1848    | 1862 (décès)     | Abbé André Menuet                                         |                                  | Chanoine de Luçon                                                                       |
| 1862    | 1871             | Théophile Boucher                                         |                                  | Propriétaire à Challans                                                                 |
| 1871    | 1901             | Léon-Armand-Charles de Baudry d’Asson                     | Union des droites -Monarchiste   | Député (1876-1914) Propriétaire-éleveur à La Garnache                                   |
| 1901    | 1907             | Adam Boucher                                              | Républicain                      | Maire de Bois-de-Céné                                                                   |
| 1907    | 1936 (démission) | Armand de Baudry d’Asson (fils de Léon de Baudry d’Asson) | Cartel vendéen d’union nationale | Maire de La Garnache Député (1914-1927) Sénateur (1927-1936)                            |
| 1936    | 1940             | Armand de Baudry d’Asson                                  | Conservateur                     | Exploitant agricole Maire de La Garnache (1941-1977)                                    |
|         |                  |                                                           |                                  |                                                                                         |
| 1945    | 1955             | Armand de Baudry d’Asson                                  | PRL-CNIP                         | Maire de La Garnache Député (1945-1958)                                                 |
| 1955    | 1961             | François Boux de Casson                                   | Extrême droite                   | Député (1936-1942) Conseiller municipal de Challans, ancien conseiller d'arrondissement |
| 1961    | 1985             | Jean Léveillé                                             | RI puis UDF-PR                   | Cardiologue Maire de Challans (1959-1983)                                               |
| 1985    | 1994 (décès)     | Louis-Claude Roux                                         | DVD                              | Chef d'entreprise Maire de Challans (1983-1994)                                         |
| 1994    | 2011             | Louis Ducept                                              | DVD                              | Pharmacien Maire de Challans (1995-2008) Vice-président du conseil général              |
| 2011    | 2015             | Serge Rondeau                                             | DVD                              | Garagiste (retraité) Maire de Challans                                                  |

### Conseillers départementaux depuis 2015
| Période élective | Période élective | Mandat | Mandat   | Identité      | Nuance | Nuance | Qualité |
| ---------------- | ---------------- | ------ | -------- | ------------- | ------ | ------ | --- |
| 2 avril 2015     | 2021             | 2015   | 2021     | Nadia Rabreau |        | DVD    | Directrice d'atelier à l'établissement et service d'aide par le travail de Challans Conseillère municipale de Saint-Christophe-du-Ligneron ( 2014-2020)              |
| 2 avril 2015     | 2021             | 2015   | 2021     | Serge Rondeau |        | DVD    | Garagiste retraité Maire de Challans (2008-2020) Président de la communauté de communes du Pays-de-Challans (2014-2020) 5ème Vice-Président du Conseil départemental |
| 2021             | 2028             | 2021   | en cours | Nadia Rabreau |        | DVD    | Conseillère sortante |
| 2021             | 2028             | 2021   | en cours | Rémi Pascreau |        | DVC    | Chef d'entreprise - Maire de Challans |

Lors des élections départementales de 2015, le binôme composé de Nadia Rabreau et Serge Rondeau (Union de la Droite) est élu au premier tour avec 54,53 % des voix. Le taux de participation est de 50,96 % (17 212 votants sur 33 778 inscrits) contre 52,59 % au niveau départemental et 50,17 % au niveau national.

## Composition

### Composition avant 2015

Le canton dans le découpage de 1979.

L'ancien canton de Challans regroupait originellement 7 communes en 1805, puis 6 à partir de 1827 :
- Challans (chef-lieu) ;
- La Coudrie (1805-1827 ; fusion avec Challans en 1827) ;
- Bois-de-Céné ;
- Châteauneuf ;
- Froidfond ;
- La Garnache ; [à vérifier] (en 1857, La Garnache était encore chef-lieu de canton)
- Sallertaine.

### Composition depuis 2015

Le canton dans le découpage de 2015.

Le canton regroupe désormais 15 communes entières.
| Nom                              | Code Insee | Intercommunalité            | Superficie (km2) | Population (dernière pop. légale) | Densité (hab./km2) | Modifier                                    |
| -------------------------------- | ---------- | --------------------------- | ---------------- | --------------------------------- | ------------------ | ------------------------------------------- |
| Challans (bureau centralisateur) | 85047      | CC Challans-Gois-Communauté | 64,84            | 22 890 (2022)                     | 353                | modifier les données · modifier les données |
| Apremont                         | 85006      | CC de Vie-et-Boulogne       | 29,73            | 2 028 (2022)                      | 68                 | modifier les données · modifier les données |
| Bois-de-Céné                     | 85024      | CC Challans-Gois-Communauté | 41,89            | 2 215 (2022)                      | 53                 | modifier les données · modifier les données |
| La Chapelle-Palluau              | 85055      | CC de Vie-et-Boulogne       | 13,01            | 1 108 (2022)                      | 85                 | modifier les données · modifier les données |
| Châteauneuf                      | 85062      | CC Challans-Gois-Communauté | 15,92            | 1 144 (2022)                      | 72                 | modifier les données · modifier les données |
| Falleron                         | 85086      | CC de Vie-et-Boulogne       | 28,64            | 1 704 (2022)                      | 59                 | modifier les données · modifier les données |
| Froidfond                        | 85095      | CC Challans-Gois-Communauté | 21,51            | 2 128 (2022)                      | 99                 | modifier les données · modifier les données |
| La Garnache                      | 85096      | CC Challans-Gois-Communauté | 59,49            | 5 413 (2022)                      | 91                 | modifier les données · modifier les données |
| Grand'Landes                     | 85102      | CC de Vie-et-Boulogne       | 20,49            | 725 (2022)                        | 35                 | modifier les données · modifier les données |
| Maché                            | 85130      | CC de Vie-et-Boulogne       | 18,13            | 1 754 (2022)                      | 97                 | modifier les données · modifier les données |
| Palluau                          | 85169      | CC de Vie-et-Boulogne       | 7,43             | 1 110 (2022)                      | 149                | modifier les données · modifier les données |
| Saint-Christophe-du-Ligneron     | 85204      | CC Challans-Gois-Communauté | 42,42            | 2 653 (2022)                      | 63                 | modifier les données · modifier les données |
| Saint-Étienne-du-Bois            | 85210      | CC de Vie-et-Boulogne       | 29,44            | 2 251 (2022)                      | 76                 | modifier les données · modifier les données |
| Saint-Paul-Mont-Penit            | 85260      | CC de Vie-et-Boulogne       | 16,58            | 857 (2022)                        | 52                 | modifier les données · modifier les données |
| Sallertaine                      | 85280      | CC Challans-Gois-Communauté | 49,45            | 3 390 (2022)                      | 69                 | modifier les données · modifier les données |
| Canton de Challans               | 8502       |                             | 458,97           | 51 370 (2022)                     | 112                | modifier les données                        |

### Intercommunalités
Le canton de Challans est à cheval sur deux communautés de communes :
- la communauté de communes de Vie-et-Boulogne (huit communes) ;
- Challans-Gois-Communauté (sept communes).

## Démographie

### Démographie avant 2015
| 1962   | 1968   | 1975   | 1982   | 1990   | 1999   | 2006   | 2011   | 2012   |
| ------ | ------ | ------ | ------ | ------ | ------ | ------ | ------ | ------ |
| 14 235 | 15 526 | 19 116 | 20 845 | 22 457 | 24 662 | 27 852 | 30 536 | 30 988 |

### Démographie depuis 2015
En 2022, le canton comptait 51 370 habitants, en évolution de +11,22 % par rapport à 2016 (Vendée : +5,33 %, France hors Mayotte : +2,11 %).
| 2013   | 2018   | 2022   |
| ------ | ------ | ------ |
| 44 227 | 47 359 | 51 370 |